# Prefontaine Classic

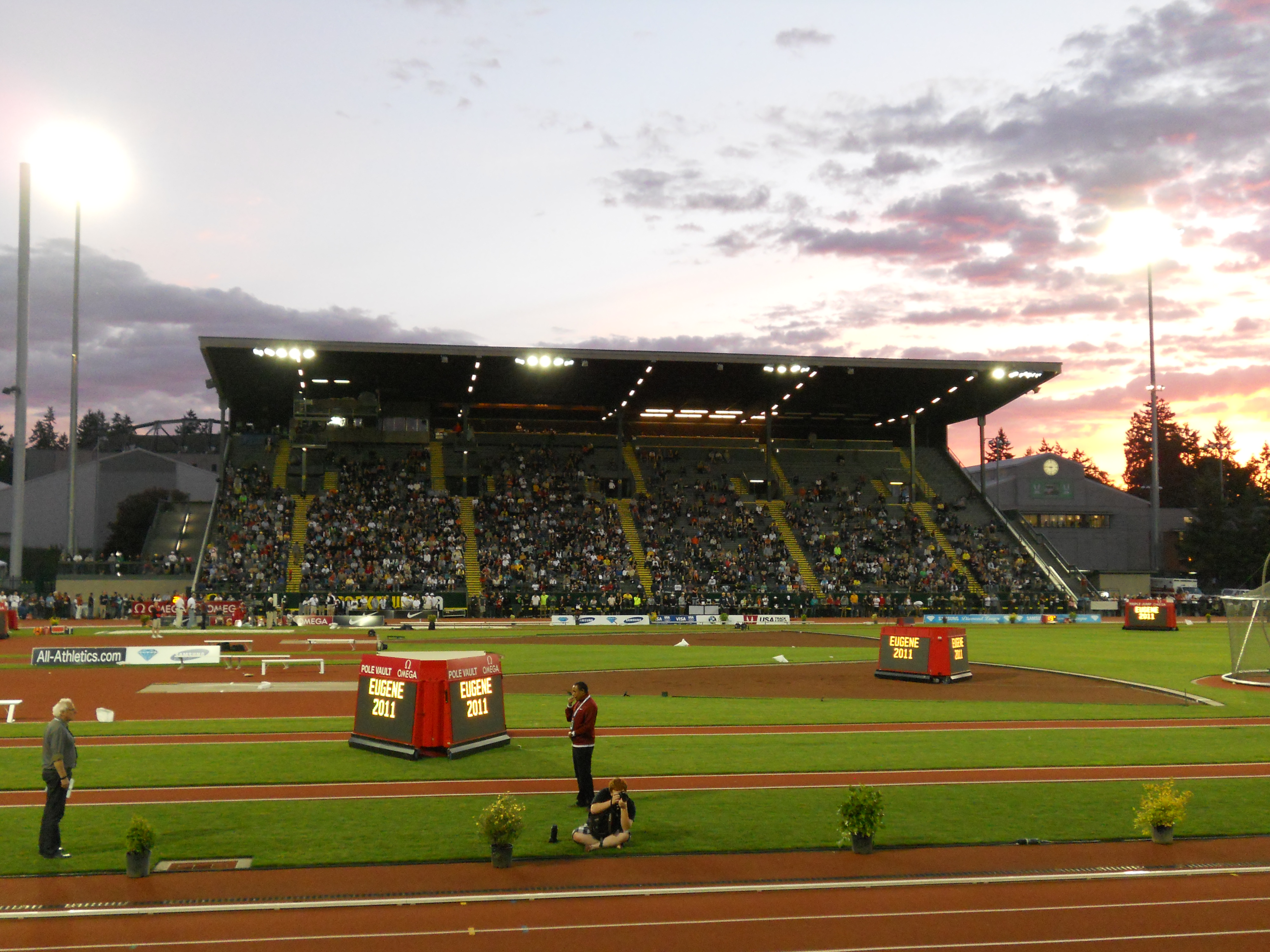
Prefontaine Classic de 2011

Prefontaine Classic é um meeting de atletismo que se desenrola todos os anos em Eugene, Oregon, Estados Unidos desde 1973. Faz parte atualmente da Liga de Diamante e é sediado no Hayward Field, em regra acontece sempre em junho.
O nome do meeting é uma homenagem a Steve Prefontaine, um atleta estadunidense falecido prematuramente em um acidente automobilístico, em 1975.

## Recordes mundiais
| Ano  | Evento     | Recorde    | Atleta             | Nacionalidade  | Ref         |
| ---- | ---------- | ---------- | ------------------ | -------------- | ----------- |
| 2011 | 30 km      | 1:26:47.4  | Moses Mosop        | Quênia         | [ 2 ] [ 3 ] |
| 2011 | 25 km      | 1:12:25.4+ | Moses Mosop        | Quênia         | [ 2 ] [ 4 ] |
| 1982 | 5,000 m    | 15:08.26   | Mary Decker Slaney | Estados Unidos |             |
| 1975 | 220 jardas | 19.92      | Don Quarrie        | Jamaica        |             |